# Tropidiopsis haasi
Tropidiopsis haasi är en insektsart som först beskrevs av Bolívar, I. 1908.  Tropidiopsis haasi ingår i släktet Tropidiopsis och familjen gräshoppor. Inga underarter finns listade i Catalogue of Life.